# 1202 Marina
1202 Marina eller 1931 RL är en asteroid i huvudbältet, som upptäcktes den 13 september 1931 av den ryske astronomen Grigorij N. Neujmin vid Simeiz-observatoriet på Krim. Den är uppkallad efter den rysk-sovjetiska astronomen Marina Davidovna Lavrova-Berg (1897–1942).
Asteroiden har en diameter på ungefär 54 kilometer och den tillhör asteroidgruppen Hilda.